# Центральный (Луганская область)
Центральный (укр. Центральний) — посёлок, относится к Перевальскому району Луганской области Украины.

## Географическое положение
Соседние населённые пункты: посёлки Чернухино и Круглик на юго-западе, сёла Комиссаровка, Вергулёвка и посёлки Вергулёвка на северо-западе, Софиевка и село Оленовка на севере, посёлок Байрачки, город Зоринск и сёла Малоивановка и Красная Заря на северо-востоке, Адрианополь на востоке, посёлки Городище на юго-востоке, Миус и Фащевка на юге.

## История
В январе 1989 года численность населения составляла 1153 человека.
В мае 1995 года Кабинет министров Украины утвердил решение о приватизации находившейся здесь птицефабрики "Чернухинская".
На 1 января 2013 года численность населения составляла 832 человека.
С весны 2014 года в составе Луганской Народной Республики.

## Местный совет
94341, Луганская обл., Перевальский р-н, пгт. Центральный, ул. Баско, 10